# 레드 바이올린
《레드 바이올린》(Le Violon Rouge, The Red Violin)은 이탈리아에서 제작된 프랑소와 지라르 감독의 1998년 드라마 영화이다. 칼로 세치 등이 주연으로 출연하였고 니브 파치만 등이 제작에 참여하였다.

## 출연

### 주연
- 칼로 세치
- 아이린 그라지올
- 아니타 로렌지
- 장 룩 비도
- 크리스토프 콘즈
- 그레타 스카치
- 제이슨 플레밍
- 실비아 창
- 리우 지펭
- 모니크 메르큐어
- 돈 맥켈러
- 콜므 포어

### 조연
- 사무엘 L. 잭슨

## 기타
- 공동제작: 다니엘 아이언
- 조감독: 제니퍼 조나스
- 조감독: 데이빗 웹
- 미술: 프랑수아 세귄
- 의상: 르니 에이프릴
- 배역: 데아드르 보웬